# 비트 (영화)
- 이 영화의 원작만화인 비트는 비트 (만화)를 참조하십시오.

《비트》는 1997년에 개봉한 대한민국의 액션 영화이다.

## 줄거리
타고난 파이터이며 아웃사이더인 이민, 폭력 조직에서 성공하기를 꿈꾸는 태수, 미래에 대한 소박한 꿈을 버리지 않는 환규는 무차별적 싸움과 혼돈속에서 10대를 보낸다. 어느날 환규를 따라 나간 노예팅에서 민은 로미를 만나 운명적 사랑을 느끼고 이날 이후 민은 기꺼이 로미의 노예가 된다. 민과 환규는 방황하던 마음을 잡고 분식집을 개업하여 열심히 살아보려고 애쓰고 감옥에서 나온 태수는 전갈 조직의 중간 보스로 자리를 잡는다. 그러나 개점한 분식집이 철거당할 위기에 처하자 환규는 우발적으로 철거반원들을 칼로 찌르고 만다. 환규를 석방시킬 돈을 마련키 위해 태수를 찾아가게 되고 이후 태수와 함께 일하게 된다. 그럴 즈음 연락이 끊겼던 로미한테서 연락이 오고 둘은 이내 동거를 시작하게 된다. 그러나 힘든 순간에 같이 있어주지 못한 민을 탓하는 로미는 민을 떠나게 되지만 민을 잊지 못하고 다시 돌아오게 된다. 한편 전갈이 자신을 제거한다는 것을 눈치채고 선제공격할려는 태수는 민의 도움을 받기위해 민을 찾지만 로미와 행복한 시간을 보내는 민을 보고는 그냥 되돌아 가고 만다. 뒤늦게 태수가 위험에 빠진걸 알게 된 민은 태수에게 가지만 태수는 이미 사경을 헤매고 있자 홀로 전갈 일파에게 돌아가 격전을 벌이다 결국 그 역시 죽음을 맞는다.

## 캐스팅
- 정우성 : 이민 역
- 고소영 : 유로미 역
- 유오성 : 태수 역
- 임창정 : 환규 역
- 사현진 : 선아 역
- 송금식 : 전갈 역
- 장동직 : 우진 역
- 신범식 : 킹콩 역
- 김부선 : 신 마담 역
- 이인옥 : 민의 모 역
- 이두일 : 이 사장 역
- 양형호 : 백 사장 역
- 최선중 : 담임 역
- 진봉진 : 로미 부 역
- 이정학 : 편의점 주인 역
- 권태원 : 철거 반장 역
- 이숙 : 철거반 아내 역
- 이문식 : 구청직원 역
- 도기석 : 남학생 1 역
- 박지훈 : 남학생 2 역
- 박경환 : 경환 역
- 김양우 : 우진패 역
- 이기영

## 수상
- 1997년 제35회 대종상
  - 남우조연상 - 임창정
- 1997년 제17회 한국영화평론가협회상
  - 신인남우상 - 정우성
  - 기술상 - 이강산
- 1998년 제43회 아시아 태평양 영화제
  - 음향상 - 오원철
- 1998년 제34회 백상예술대상
  - 특별상 - 김현
  - 영화부문 남자 신인연기상 - 임창정